# 천사의 메아리
"천사의 메아리"는 1973년 공개된 대한민국의 영화이다.

## 배역
- 신영균
- 고은아
- 채한나
- 박암
- 도금봉
- 박상준
- 장지희
- 손전
- 이승현
- 이승렬
- 홍지연
- 리틀엔젤스 단원